# Bonwapitse
Bonwapitse – wieś w Botswanie w dystrykcie Centralnym. Według spisu ludności z 2001 roku wieś liczyła 544 mieszkańców.